# Antenna
Albums de ZZ Top
Greatest Hits
(1992) One Foot in the Blues
(1994)
Antenna est le onzième album studio du groupe ZZ Top sorti le 18 janvier 1994. C'est le premier album du trio chez RCA.

## Liste des titres
Toutes les chansons sont écrites et composées par Billy Gibbons, Dusty Hill et Frank Beard sauf mentions.
| No  | Titre             | Auteur  | Durée |
| --- | ----------------- | ------- | ----- |
| 1.  | Pincushion        |         | 4:33  |
| 2.  | Breakaway         | Gibbons | 4:58  |
| 3.  | World of Swirl    | Gibbons | 4:08  |
| 4.  | Fuzzbox Voodoo    |         | 4:42  |
| 5.  | Girl in a T-Shirt | Gibbons | 4:10  |
| 6.  | Antenna Head      |         | 4:43  |
| 7.  | PCH               |         | 3:57  |
| 8.  | Cherry Red        | Gibbons | 4:38  |
| 9.  | Cover Your Rig    |         | 5:50  |
| 10. | Lizard Life       |         | 5:09  |
| 11. | Deal Goin' Down   |         | 4:06  |

| 12. | Everything | 3:54 |

## Formation
- Billy Gibbons : chant, guitare, harmonica
- Dusty Hill : chant, basse
- Frank Beard : batterie, percussions

## Classements hebdomadaires
| Classement (1994)             | Meilleure position |
| ----------------------------- | ------------------ |
| Allemagne (Media Control AG)  | 3                  |
| Australie (ARIA)              | 40                 |
| Autriche (Ö3 Austria Top 40)  | 2                  |
| Canada (RPM Top Albums)       | 12                 |
| États-Unis (Billboard 200)    | 14                 |
| Nouvelle-Zélande (RIANZ)      | 13                 |
| Norvège (VG-lista)            | 4                  |
| Pays-Bas (Mega Album Top 100) | 10                 |
| Royaume-Uni (UK Albums Chart) | 3                  |
| Suède (Sverigetopplistan)     | 1                  |
| Suisse (Schweizer Hitparade)  | 3                  |

## Certifications
| Pays                  | Certification | Unités certifiées |
| --------------------- | ------------- | ----------------- |
| Allemagne (BVMI)      | Or            | 250 000           |
| Autriche (IFPI)       | Or            | 25 000            |
| Canada (Music Canada) | Or            | 50 000            |
| États-Unis (RIAA)     | Platine       | 1 000 000         |
| Finlande (IFPI)       | Or            | 34 220            |
| France (SNEP)         | Or            | 100 000           |
| Norvège (IFPI)        | Or            | 25 000            |
| Suède (GLF)           | Or            | 50 000            |
| Suisse (IFPI)         | Or            | 25 000            |